# Tour de France 1921
Il Tour de France 1921, quindicesima edizione della Grande Boucle, si svolse in quindici tappe tra il 26 giugno e il 24 luglio 1921, per un percorso totale di 5 484 km. Fu vinto per la prima e unica volta dal belga Léon Scieur (per lui si tratterà anche dell'unica volta sul podio parigino). Si trattò della sesta edizione (peraltro consecutiva) vinta da un corridore del Belgio.
Scieur, quarto corridore belga capace di imporsi nella Grande Boucle, terminò in 221h50'26" davanti al connazionale Hector Heusghem (al secondo e ultimo podio al Tour in qualità di secondo classificato per il secondo anno consecutivo) e al francese Honoré Barthélémy (al primo e unico podio della carriera nel Tour come terzo classificato).

## Tappe
| Tappa  | Data      | Percorso                      | km    | Vincitore di tappa | Leader cl. generale |
| ------ | --------- | ----------------------------- | ----- | ------------------ | ------------------- |
| 1ª     | 26 giugno | Parigi-Argenteuil > Le Havre  | 388   | Louis Mottiat      | Louis Mottiat       |
| 2ª     | 28 giugno | Le Havre > Cherbourg          | 364   | Romain Bellenger   | Léon Scieur         |
| 3ª     | 30 giugno | Cherbourg > Brest             | 405   | Léon Scieur        | Léon Scieur         |
| 4ª     | 2 luglio  | Brest > Les Sables-d'Olonne   | 412   | Louis Mottiat      | Léon Scieur         |
| 5ª     | 4 luglio  | Les Sables-d'Olonne > Bayonne | 482   | Louis Mottiat      | Léon Scieur         |
| 6ª     | 6 luglio  | Bayonne > Luchon              | 326   | Hector Heusghem    | Léon Scieur         |
| 7ª     | 8 luglio  | Luchon > Perpignano           | 323   | Louis Mottiat      | Léon Scieur         |
| 8ª     | 10 luglio | Perpignano > Tolone           | 411   | Luigi Lucotti      | Léon Scieur         |
| 9ª     | 12 luglio | Tolone > Nizza                | 272   | Firmin Lambot      | Léon Scieur         |
| 10ª    | 14 luglio | Nizza > Grenoble              | 333   | Léon Scieur        | Léon Scieur         |
| 11ª    | 16 luglio | Grenoble > Ginevra            | 325   | Félix Goethals     | Léon Scieur         |
| 12ª    | 18 luglio | Ginevra > Strasburgo          | 371   | Honoré Barthélémy  | Léon Scieur         |
| 13ª    | 20 luglio | Strasburgo > Metz             | 300   | Félix Sellier      | Léon Scieur         |
| 14ª    | 22 luglio | Metz > Dunkerque              | 433   | Félix Goethals     | Léon Scieur         |
| 15ª    | 24 luglio | Dunkerque > Parigi            | 340   | Félix Goethals     | Léon Scieur         |
| Totale | Totale    | Totale                        | 5 484 |                    |                     |

## Resoconto degli eventi
Léon Scieur dominò questa edizione della corsa a tappe francese, conquistando la maglia gialla nella seconda tappa e mantenendo poi il simbolo del primato fino all'arrivo di Parigi.
Alla quarta partecipazione alla Grande Boucle, Scieur riuscì a salire soltanto questa volta, come vincitore, sul podio di Parigi, dopo averlo sfiorato nelle due edizioni precedenti (1919 e 1920), quando aveva concluso sempre al quarto posto. Avrà modo di partecipare anche alle seguenti tre edizioni della corsa a tappe francese, ma si ritirerà sempre prima dell'arrivo nella Capitale transalpina.
Al Tour 1921 parteciparono 123 corridori divisi in due classi, la prima classe di 23 corridori e la seconda di 99, dei quali 38 giunsero a Parigi. Il belga Louis Mottiat fu il corridore che vinse il maggior numero di tappe: quattro su un totale di quindici.

## Classifiche finali

### Classifica generale
| Pos. | Corridore         | Squadra | Tempo      |
| ---- | ----------------- | ------- | ---------- |
| 1    | Léon Scieur       | A       | 221h50'26" |
| 2    | Hector Heusghem   | A       | a 18'36"   |
| 3    | Honoré Barthélémy | A       | a 2h01'00" |
| 4    | Luigi Lucotti     | A       | a 2h39'18" |
| 5    | Hector Tiberghien | A       | a 4h39'12" |
| 6    | Victor Lenaers    | B       | a 4h53'23" |
| 7    | Léon Despontin    | B       | a 5h01'54" |
| 8    | Camille Leroy     | B       | a 7h56'27" |
| 9    | Firmin Lambot     | A       | a 8h26'25" |
| 10   | Félix Goethals    | A       | a 8h42'26" |